# Burgena pectoralis
Burgena pectoralis là một loài bướm đêm trong họ Noctuidae.